# Octomeria nana
Octomeria nana är en orkidéart som beskrevs av Charles Schweinfurth. Octomeria nana ingår i släktet Octomeria och familjen orkidéer. Inga underarter finns listade i Catalogue of Life.